# Moskva-Siti (station MTsD)
Moskva-Siti (Russisch: Москва-Сити) is een station van lijn D4 van het stadsgewestelijk net van Moskou dat op 9 september 2023 werd geopend onder de naam Testovskaja.

## Geschiedenis
In december 2018 werd begonnen met het bouwrijp maken van de plaats van het station. De bouw begon officieel op 26 februari 2020 en was op 9 september 2023 voltooid. Aanvankelijk waren de perrons alleen toegankelijk via een toegangsgebouw aan de zuidkant. Op 31 maart 2024 werd de naam gewijzigd in Moskva-Siti als verwijzing naar het zakencentrum Moscow-City vlak ten oosten van het station. Het noordelijke toegangsgebouw werd geopend op 5 april 2024.

## Ligging en inrichting
Voor lijn D4 is een viaduct gebouwd dat de verbinding vormt tussen de Smolenskspoorweg en de Kievspoorweg en op het hoogste punt 35 meter boven het maaiveld ligt. Ten noorden van het station kruist dit viaduct een aantal autowegen en de centrale ringlijn. Ten zuiden van het station kruist dit viaduct de Moskva parallel aan de centrale ringlijn. Het station zelf heeft twee zijperrons en overspant aan de noordkant de Smolenskspoorweg. Het noordelijke toegangsgebouw ligt ten noorden van die spoorweg, terwijl het zuidelijke naast de toegangen van het metrostation Moskva-Siti en station Moskva-Siti aan de centrale ringlijn ligt. Deze drie stations zijn daar met reizigerstunnels onderling verbonden en het is de bedoeling om hier het grootste OV-knooppunt van Moskou te realiseren.  